# روي نورمان
روي نورمان (بالإنجليزية: Roy Norman)‏ هو لاعب دوري الرغبي أسترالي، ولد في 1885 في Petersham, New South Wales ‏ في أستراليا، وتوفي في 7 يوليو 1967 في بوندي ‏ في أستراليا.